# Cacostola vagelineata
Cacostola vagelineata är en skalbaggsart som beskrevs av Leon Fairmaire och Germain 1859. Cacostola vagelineata ingår i släktet Cacostola och familjen långhorningar. Inga underarter finns listade.